# Cyclosma abdonides
Cyclosma abdonides är en fjärilsart som beskrevs av Max Wilhelm Karl Draudt 1924. Cyclosma abdonides ingår i släktet Cyclosma och familjen tjockhuvuden. Inga underarter finns listade i Catalogue of Life.